# چوسپی (انکاش)
چوسپی (به اسپانیایی: Chuspi) یک کوه در پرو است. چوسپی ۵٬۰۹۰ متر بالاتر از سطح دریا واقع شده‌است.